# Château de Thénières
Le château de Thénières est un château, bâti en 1863 par Ernest de Boigne sur l'emplacement de l'ancien château de Ballaison, qui se dresse sur la commune de Ballaison dans le département de la Haute-Savoie, en région Auvergne-Rhône-Alpes.

## Situation

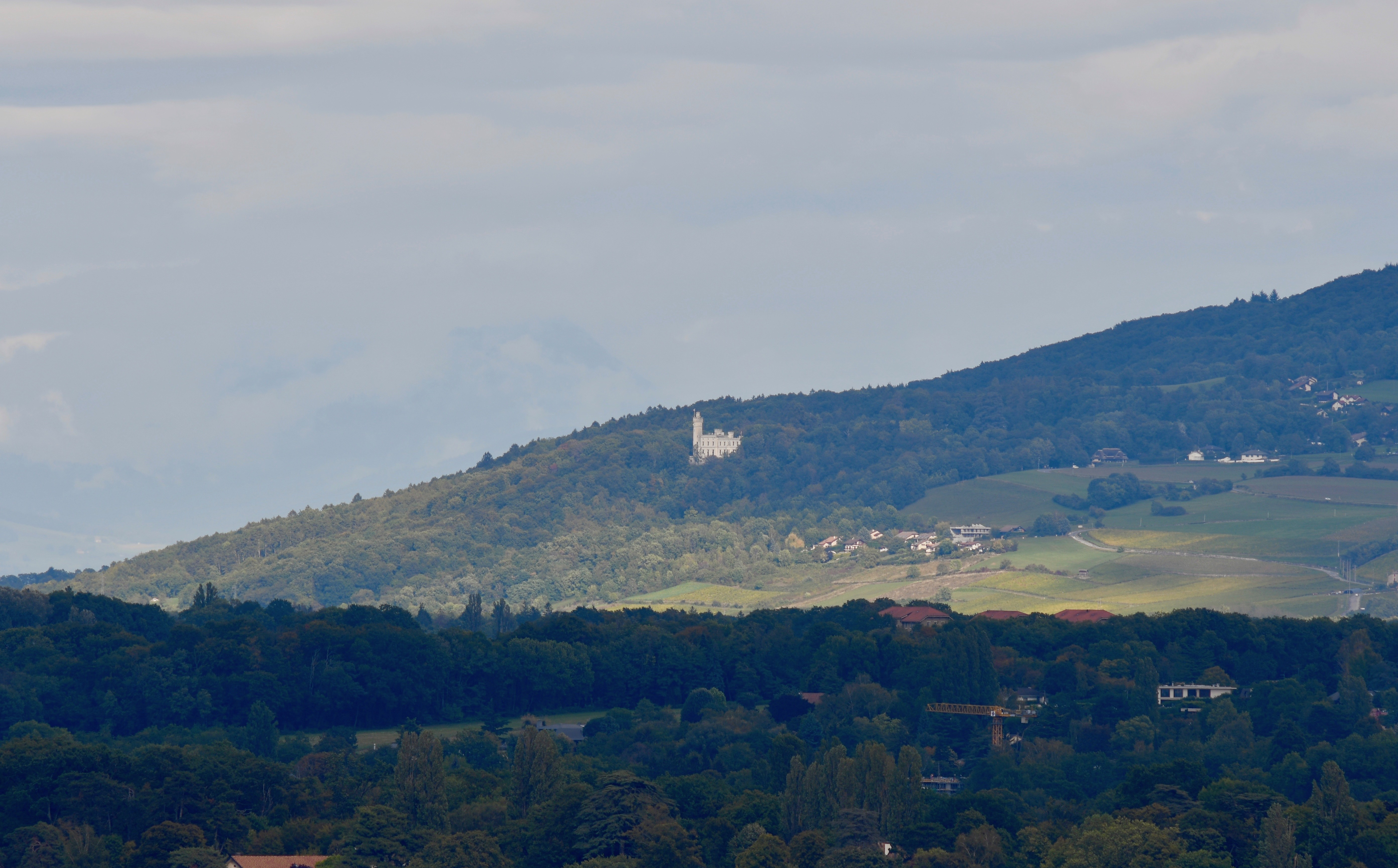
Le Château vu depuis Pregny-Chambésy, en Suisse.

Le château de Thénières est situé dans le département français de la Haute-Savoie sur la commune de Ballaison, sur le rebord nord-ouest du mont de Boisy. De là la vue s'étend au loin sur le lac Léman.

## Historique
En 1811, Ernest de Boigne acquiert le site de Ballaison des mains du Genevois Jean Lasserre. Il fait raser, en 1863, les ruines médiévale et construire le château actuel par l'architecte Bruger.
Dès 1893 les Boigne revendent Thénières à monsieur Côte, un banquier lyonnais. Il sera ensuite la possession de la famille Domanges.
En 1979, Thénières est acheté par le syndicat intercommunal du Bas-Chablais. Le château une fois restauré abrita le Centre régional de formation continue, l'École supérieure des techniques informatiques, et une annexe de la bibliothèque départementale de prêt. Il est aujourd'hui le siège d'organismes à vocations publiques. Il abrite certains des services de la Communauté d'Agglomération Thonon agglomération et de son Centre Intercommunal d'Action Sociale (CIAS).

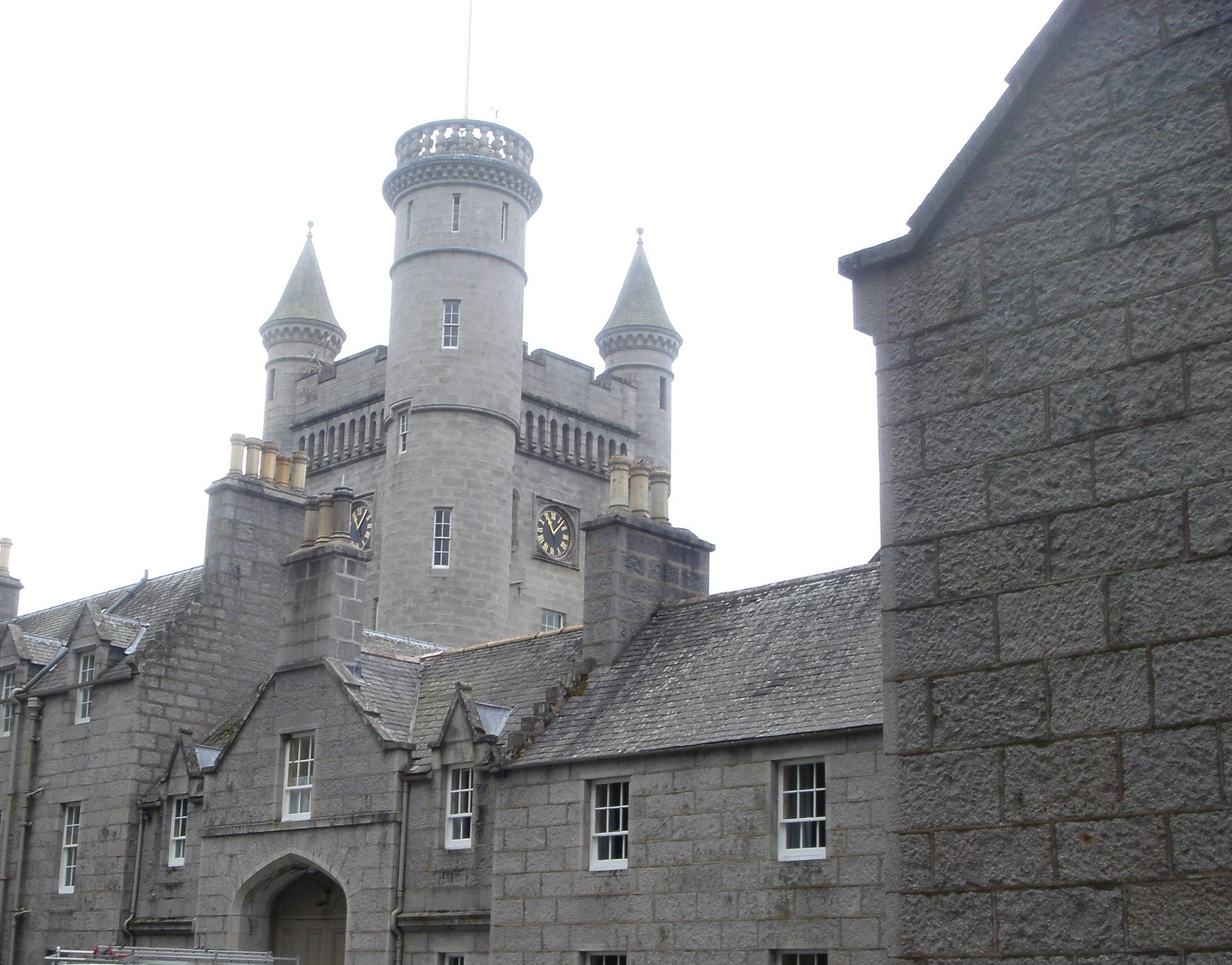
Vue sur le château de Balmoral, Écosse.(Photo prise le 12 juillet 2006)

## Description
Il ne subsiste aucun vestige des deux châteaux médiévaux. Le château, flanqué d'une haute tour ronde et de tourelles, bâti en 1863, dans le goût romantique de l'époque, est un pastiche d'architecture écossaise inspiré du château de Balmoral.
Un parcours de santé a été créé pour les sportifs à proximité.